# Юридически факултет (УНСС)
Вижте пояснителната страница за други значения на Юридически факултет.
Юридическият факултет при УНСС (създаден като Юридически департамент) е правоприемник на създадената през 1920 г. катедра „Правни науки“. Самият факултет е учреден с решение на АС от 20 март 1991 г.
Основната мисия на Юридическия факултет е предоставянето на висококачествено обучение по право на студентите и докторантите в ОКС „магистър“ и ОНС „доктор“.

## История
Историческият анализ разкрива началото на юридическото образование в УНСС в далечната 1920 г., когато е открит Свободният университет за политически и стопански науки. Той става второто висше училище в страната след Софийския университет и първото със специализиран икономически профил. Свободният университет носи новаторски характер и в друг аспект. За кратко време той се утвърждава като втори висш образователен и научен център в България, включително и в юридическото образование. Развитието на правното образование в УНСС може да се раздели условно на три периода, през които се очертават няколко основни тенденции. 

### Начален период1920–1940г.
В началния период, юридическото образование е позиционирано в един от трите основни факултета – Административно-финансов, който има за задача да подготвя кадри за публичния и частния сектор в областната администрация, финанси, митници, индустрия, застраховане, банки и др. Характерно за този период е усиленото изучаване на редица правни дисциплини – Основи на държавата и правото, Сравнително гражданско право, Конституционно право, Административно право, Съдебно право, Търговско право, Международно частно право, Финансово право. Преподаватели са видни професори и академици – проф. Стефан Бобчев, акад. П. Стайнов, Петър Богоевски, Тодор Кулев, Стефан Демостенов, Иван Кинкел, Димитър Мишайков и Георги Генов. Преподаватели от Юридическия факултет на Софийския университет Стефан Баламезов, Венелин Ганев, Петър Абрашев, Константин Бобчев, Йосиф Фаденхехт, Любен Диков, Любен Василев, Александър Кожухаров и Петко Венедиков и др. През 1930 е въведено и Трудово право, малко по-късно и Кооперативно право. За първи път през 1930 г. акад. Стайнов и проф. Т. Кулев въвеждат практикум по Административно право. През 1932 (след трансформирането на Свободния университет в Държавно висше училище за финансови и административни науки – ДВУФАН) започва разработването и решаването на правни казуси по идея на проф. Ст. Бобчев, проф. Генов и д-р Стоян Данев. Силно се изучават и чужди езици. Големият залог за успехите, придобитият авторитет за развитието на юридическото образование за този начален период е и неговият силен преподавателски екип. През 1939 година в административния факултет на университета са създадени две правни катедри: катедра „Държавно и конституционно право“ и катедра „Трудово право и социално законодателство“. В този факултет са преподавани 10 правни дисциплини. Дисциплината Търговско право на студентите икономисти е преподавана от проф. д-р Любен Диков. За нуждите на тези студенти той е написал учебника „Търговско право“ в два тома в обем на 1030 печатни страници.

### Междинен период1940–1991
През 1940 г. със закон Свободният университет е „национализиран“(ДВ бр. 126/1940 г.)  и приема наименованието „Държавно висше училище за финансови и административни науки“. В неговия състав продължават да функционират няколко правни катедри. Това са:
- В структурата на финансовия факултет:
  - Катедра „Финансова наука и финансово право“;
  - Катедра „Гражданско и търговско право“'

- В структурата на административния факултет:
  - Катедра „Държавно и конституционно право“;
  - Катедра „Административно право“;
  - Катедра "Трудово право и социално законодателство.

В четирите катедри се провежда обучение по дисциплините: Основи на правото, Финансово право, Административно право и процес, Основи на наказателното право и престъпления по служба, Финансово наказателно право, Основи на гражданския процес, Основи на наказателния процес, Кооперативно право, Конституционно право, Трудово и социално право, Общинско право, Междудържавно и международно частно право.
Седем години по-късно със Закон за висшето образование (ДВ, бр. 153 от 5 юли 1947 г.) ДВУФАН и Държавностопанският отдел при Юридическия факултет на Софийския държавен университет принудително се сливат и се създава Факултет за стопански и социални науки при Софийския университет. По този начин правните катедри, функционирали при ДВУФАН, продължават своята дейност в рамките на новосформирания факултет. Четири години по-късно с възстановяване самостоятелността на висшето училище под наименованието „Висш икономически институт“ четирите правни катедри се сливат в една, наречена катедра Правни науки. Преподаватели в катедра Правни науки са професорите Михаил Геновски, Димитър Димитров и Веселин Христофоров. Ръководител на катедра Правни науки от нейното основаване през 1954 година, с известно прекъсване през периода 1973 – 1983 г., до 1989 г. е бил проф. Димитър Димитров. След него ръководители на катедрата са били: проф. д-р Петър Атанасов, проф. д-р Емил Златарев и проф. д-р Филип Рачев. В своята учебно-възпитателна дейност катедра Правни науки е провеждала линията на профилирано обучение по правните дисциплини на студентите от икономическите специалности. През 1975 г. в резултат на извършената реформа в учебните планове за студентите от икономическите специалности са били създадени дисциплините: Правно регулиране на вътрешната търговия, Правно регулиране на материално техническото снабдяване, Транспортно право, Финансово право и Трудово право. През 1984 г. в резултат на извършената втора реформа в учебните планове за студентите от първи курс на всички икономически специалности е въведена дисциплината Основи на правото на НРБ, а за студентите от втори и трети курс − дисциплината Стопанско право, плюс профилирана правна дисциплина. Преподавани дисциплини са още Гражданско и Търговско право на капиталистическите страни, Финансово и данъчно право, Административно право и процес и други.
През този период е характерна и една нова тенденция в развитието на юридическото образование на университета, а именно подготовката на собствените кадри на факултета и създаването на условия за тяхното научно израстване. През въпросния период преподавателският състав се разширява със собствени кадри. През 1970 г. в катедрата постъпва на работа като асистент Филип Рачев, през 1972 г. – Божана Неделчева, през 1974 г. постъпват като доценти Петър Арсов и Никола Каменов и като асистент Златка Сукарева, през 1975 г. постъпват като асистенти Елена Кирчева и Николай Николов, през 1979 г. постъпват като доценти д-р Емил Златарев и д-р Иван Владимиров, а през 1988 г. постъпва като доцент д-р Любен Караниколов. През следващите години в катедрата постъпват като асистенти: Ирина Мулешкова, Христина Балабанова, Валери Димитров, Свилена Симеонова, Слави Кралев, Борис Ланджев и други.

### Съвременен период1991– до наши дни
Третият период от развитието на юридическото образование в УНСС се характеризира с учредяването на самостоятелен юридически факултет, на основата на вече съществуващия Юридически департамент. Негов първи декан е проф. Любен Караниколов. Като основател и дългогодишен ръководител на Юридическия факултет, проф. Караниколов преутвърждава, доразвива и обогатява наложилилите се вече един век традиции в юридическото образование в УНСС. 

## Структура
В структурата на факултета са включени четири катедри:
- „Частноправни науки“, с ръководител доц. Вълчин Даскалов
- „Публичноправни науки“, с ръководител проф. Нина Чилова
- „Наказателноправни науки“, с ръководител доц. Бойка Чернева
- „Международно право и право на ЕС“, с ръководител доц. д.ю.н. Живко Драганов

## Академичен състав
Академичният състав се състои от 80 преподаватели, от които 30 са професори и доценти. Декан на Юридическия факултет от м. неомври 2023 г. е доц. д-р Мирослав Димитров.

## Обучение
Срокът на обучението в степен „магистър“ е 11 семестъра и завършва с полагането на три държавни изпита (писмен и устен) по „Гражданскоправни науки“, „Наказателноправни науки“ и „Публичноправни науки“ в съответствие с Наредбата за единните държавни изисквания за придобиване на висше юридическо образование. Завършилите обучението получават професионалната квалификация „юрист“, като придобиват юридическа правоспособност след 6-месечен юридически стаж и полагане на практико-теоретичен изпит в съответствие с изискванията на Закона за съдебната власт.
В рамките на учебната програма, въз основа на дългосрочен договор с американския „Център за правни изследвания“ в Залцбург, Австрия, от началото на учебната 2006/2007 г. всеки семестър се провежда отделен курс по американско право от страна на висококвалифицирани американски адвокати. Обучението се извършва изцяло на английски език в рамките на 45 академични часа. В учебния план на Юридическия факултет е предвиден курс и по австрийско право на немски език.

## Акредитация
Юридическият факултет е акредитиран да обучава докторанти по докторски програми:
- „Административно право и административен процес“,
- „Финансово право“,
- „Гражданско и семейно право“,
- „Изобретателско, авторско и патентно право“,
- „Римско частно право“,
- „Теория на държавата и правото. Политически и правни учения“,
- „Наказателно право“,
- „Наказателно-процесуално право“.
- „Трудово право и обществено осигуряване“
- „Международно право“
- „Международно частно право“
- „Гражданскопроцесуално право“

През 2016 г. професионално направление „Право“ със специалност „Право“ получава нова акредитация от Националната агенция за оценяване и акредитация с оценка 9.19.

## Рейтинг
Макар да отваря врати по едно и също време с други сродни звена, Юридическият факултет на УНСС формира собствена визия и се утвърждава като един от значимите центрове на българската юридическа наука. Класациите са противоречиви, но винаги нареждат факултета на първо или на второ място в България. От публикувания рейтинг на висшите училища в направление „право“ за 2019 г. e видно, че юристите на УНСС са с най-висок процент на приложение на придобитото образование и с най-висок среден месечен облагаем доход за страната в сравнение с възпитаниците на всички останали правни факултети. 
През 2011 г. на тържественото събрание по повод 20-годишнината от създаването на Юридическия факултет, тогавашният ректор на УНСС проф. д-р Борислав Борисов изтъква, че „Юридическият факултет е лидер сред сродните университетски звена в страната“. Ректорът се позова на кандидатстудентска кампания 2011, когато 7 кандидат-юристи се борят за едно място в УНСС, a конкуренцията в Софийския университет е била само от 3 души за място.
В класация на МОН от 2017 г., Юридическият факултет е класиран на първо място из между останалите факултети в страната по критерий „Научна дейност“.

## Научноизследователска дейност
Юридическият факултет организира научноизследователската дейност в областта на правните науки като подпомага и насърчава индивидуалните и колективни научни изследвания в сътрудничество с национални, международни и чуждестранни институции, стремейки се към достигане на високите научни стандарти чрез научни публикации, издаване на научно списание, организиране на национални и международни научни форуми, и изграждане на научни центрове.